# Kain

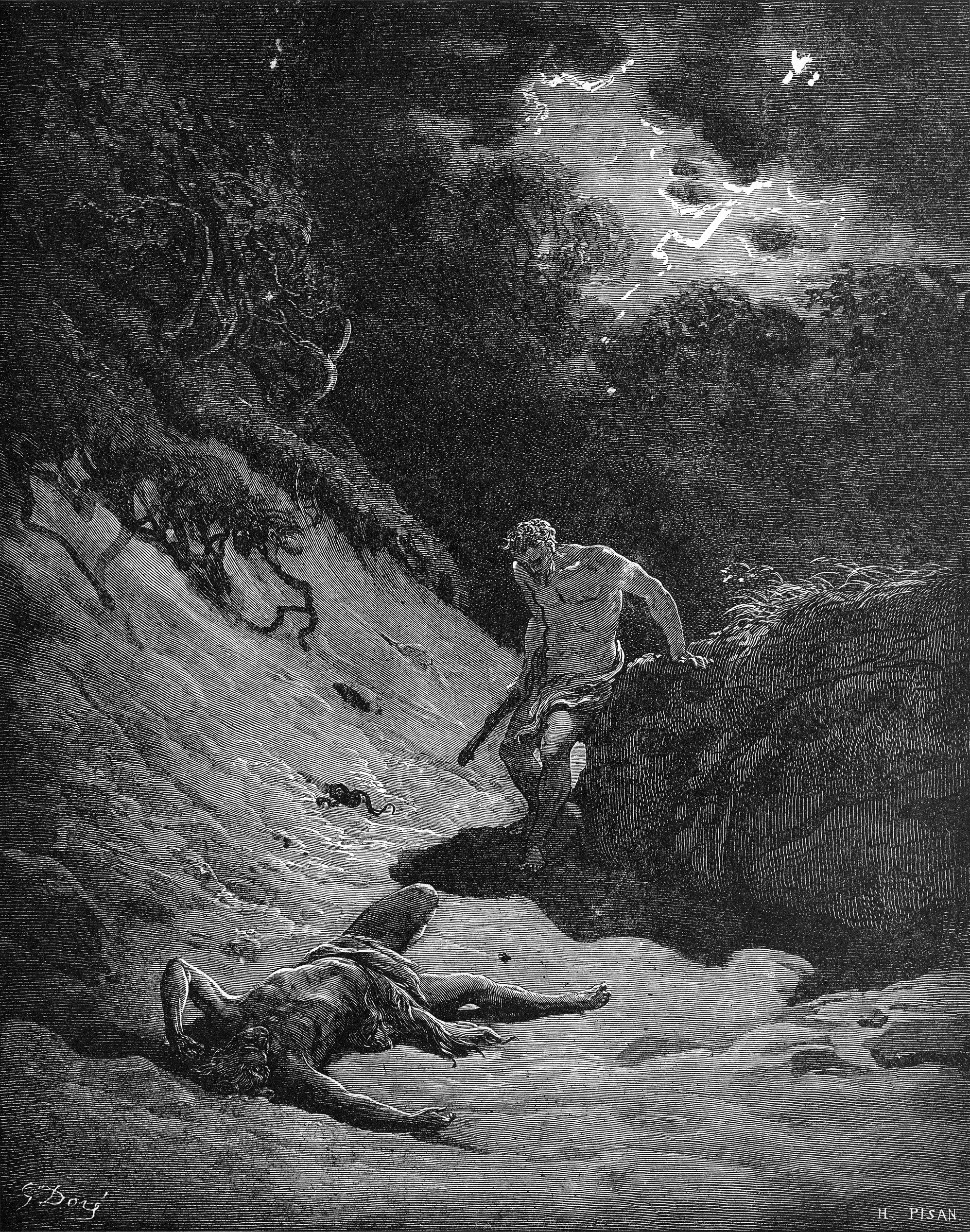
Kain dödar Abel, målning av Gustave Doré.

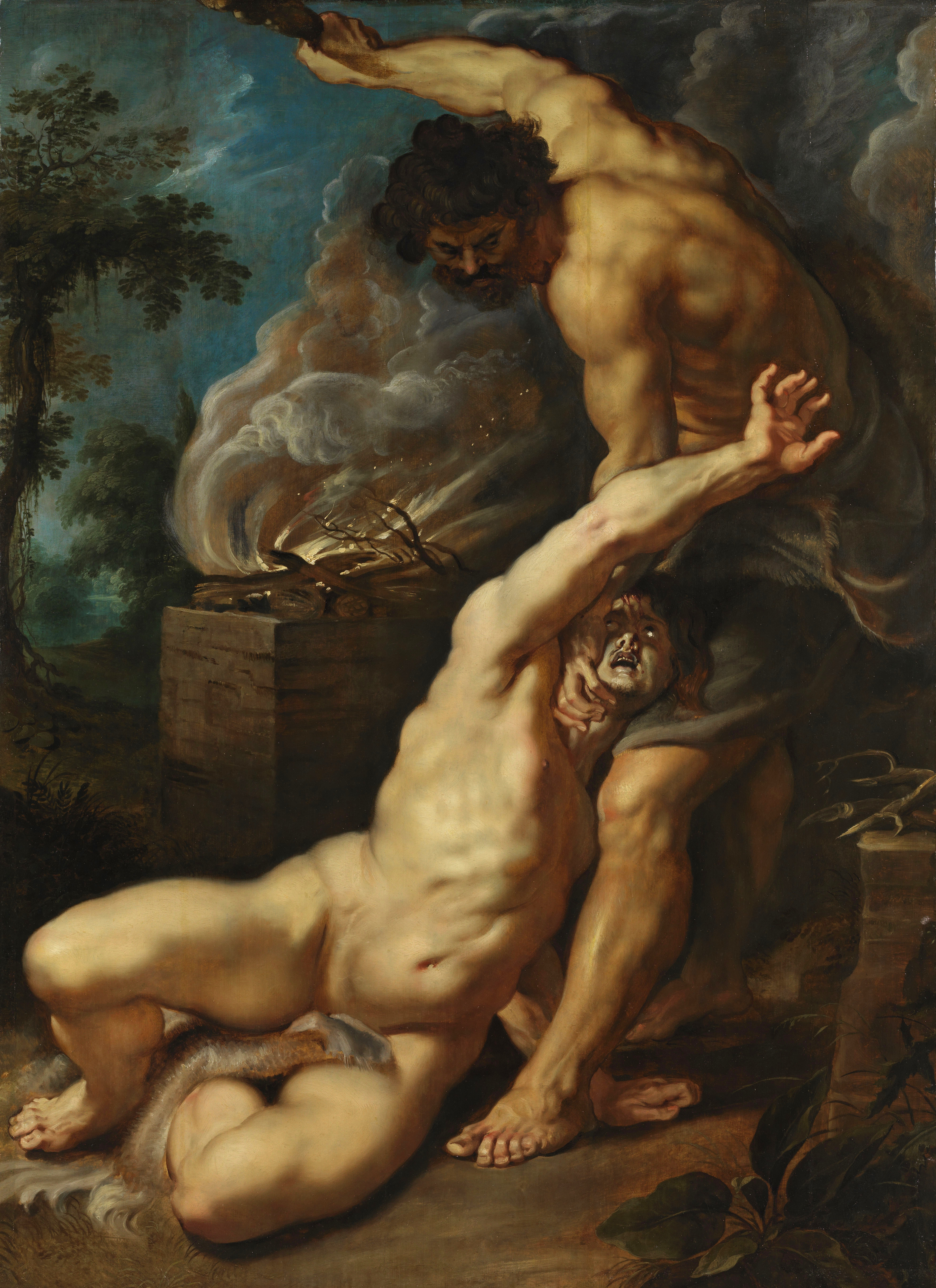
Kain dödar Abel av Peter Paul Rubens, ca 1600.

Kain är i Bibelns skapelseberättelse Adams och Evas äldste son, bror till Abel och Set.
Enligt Första Moseboken, fjärde kapitlet, mördade Kain sin bror Abel, som arbetade som herde, eftersom Gud med välbehag tog emot broderns offergåva men förkastade Kains. På grund härav dömdes han av Gud till ett kringirrande liv, men samtidigt satte Gud ett tecken på honom som skydd för blodshämnden, ett tecken senare kallat ”kainsmärke”. Han drog bort och slog sig ner i landet Nod, öster om Eden där han grundade en stad som kallades Hanok efter sonens namn.